# Passo (unidade)
Passo (em latim: passus), era uma unidade de medida de comprimento usada no Império Romano. Era equivalente a 5 pés, ou de acordo com o atual Sistema Internacional de Unidades, a 0,82 metros. O passo equivalia, inicialmente, à medida aproximada do passo de um legionário. Era uma antiga unidade de comprimento romana, que correspondia a dois grados. Um passo equivale a 0,82 metros (ou 0,90 jardas); mil passos formavam uma milha, que também era designada de milha passo (mille passus). 